# 大屋幸輔
大屋 幸輔（おおや こうすけ、1963年 - ）は日本の経済学者。大阪大学金融・保険教育研究センターセンター長、教育研究実施専門委員会委員、兼任教員。大阪証券取引所寄付研究部門教員、経済学研究科・教授。専門は統計学・計量経済学の理論。現在は、金融市場における計量分析、特にマーケット・マイクロストラクチャーに関連する計量分析、高頻度データの時系列分析などが研究テーマ。福岡県生まれ。

## 略歴
- 1986年 九州大学経済学部卒業
- 1991年
  - 九州大学大学院経済学研究科博士後期課程単位取得退学
  - 京都大学経済研究所講師
- 1993年 大阪大学経済学部講師
- 1994年 九州大学より博士（経済学）の学位を取得[1]
- 1998年 大阪大学経済学部助教授
- 2005年 大阪大学大学院経済学研究科教授

## 論文と著作
- 『コア・テキスト統計学』（新世社、2003 ／第2版、2011年/第3版、2020年）
- 各務和彦と共著,『基本演習 統計学』（新世社、2012）
- 森棟公夫と共著,"Limited Information Estimation and Testing Subject to Linear Constraints", Journal of Statistical Planning and Inference, 50, 1996.
- "Wald LM and LR Test Statistics of Linear Hypotheses in a Structural Equation Model", Econometric Reviews, 16, 1997.
- 戸田裕之と共著, "Dickey-Fuller, Lagrange Multiplier and Combined Tests for a Unit Root in Autoregressive Time Series", Journal of Time series Analysis, 19, 1998.